# Mississipi d'Àfrica

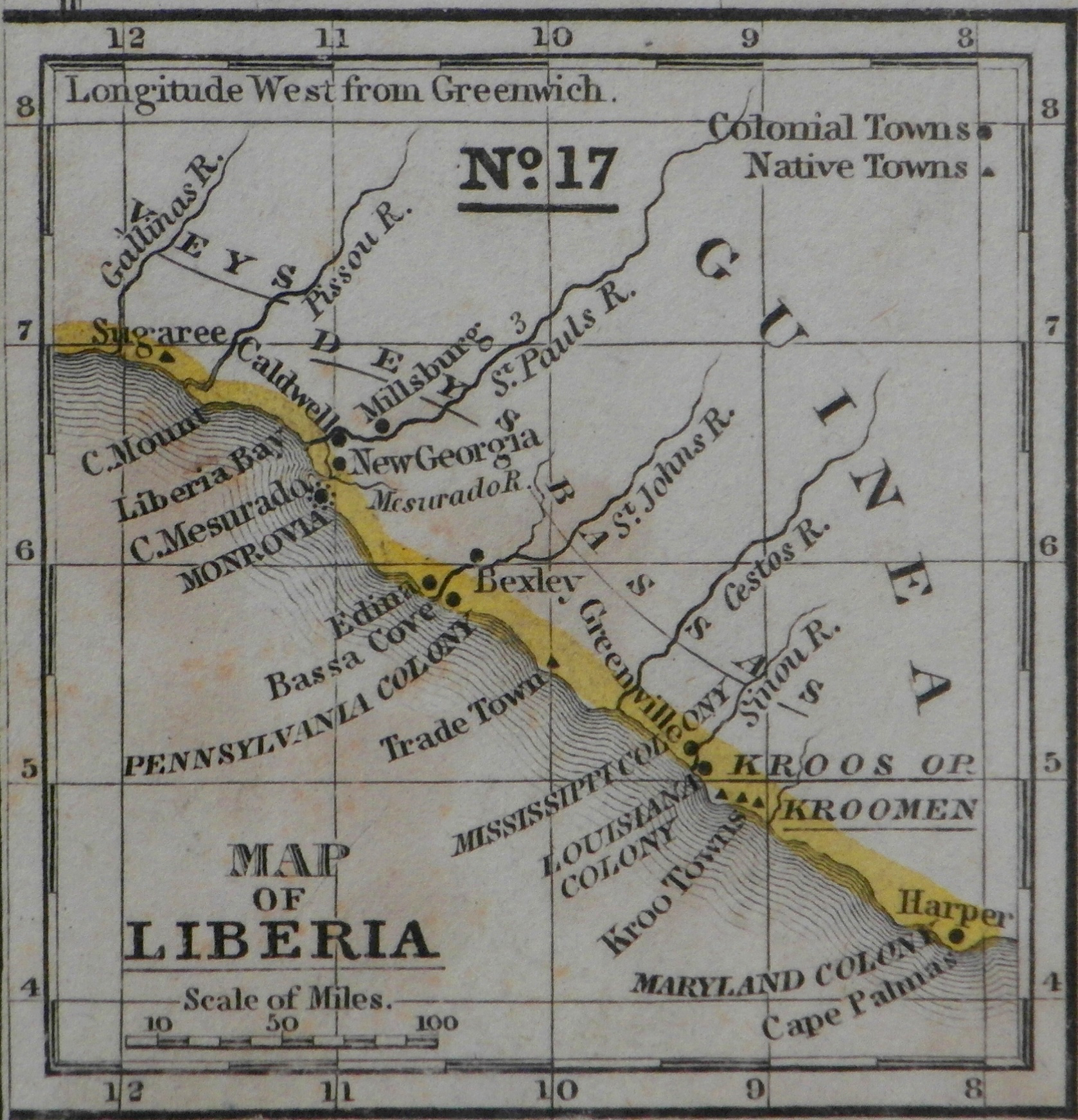
Mapa de Liberia en els anys 1830, on la colònia de Mississipi i altres colònies són identificades.

Mississipi dins Àfrica fou una colònia a la Costa del Pebre fundada el 1835 per la Societat de Colonització del Mississipi i establerta per esclaus africans alliberats. A finals dels anys 1830, uns 300 antics esclaus de la Plantació de Prospect Hill i altres propietats de Isaac Ross al comtat de Jefferson a Mississipi foren el grup més gran d'emigrants a la nova colònia.
Esdevingueren part dels amèrico-liberians, un grup ètnic que va formar una elit que va dominar el país política i econòmicament al segle xx. La colònia va ser localitzada en el que avui dia és el comtat de Sinoe a Libèria.

## Història
La Societat de Colonització Americana (ACS) va ser fundada Als Estats Units com a projecte conjunt per abolicionistes i propietaris d'esclaus per establir una colònia lliure de negres americans a Àfrica de l'oest. Els propietaris volien recol·locar persones lliures de color fora del del sud, perquè creien que els negres lliures alterarien l'estabilitat de les seves societats esclavistes. Alguns que van donar suport a l'abolició eventual de l'esclavitud van creure que transportant esclaus alliberats a Àfrica els donarien una oportunitat millor de fer les seves pròpies comunitats. Descoratjats per la discriminació a la que feien front els negres lliures en el nord, alguns abolicionistes també van donar suport a l'ACS, perquè van pensar que els negres lliures podrien ser capaç de crear una societat millor per a ells dins Àfrica.
Molts negres lliures no van voler emigrar; van considerar el pla de colonització un mitjà per foragitar-los. Creien que tenien un dret com a nascuts als Estats Units i eren part de la societat, i va voler drets iguals en la seva terra nativa. Samuel Cornish i David Walker va publicar la revista de la llibertat a la ciutat de Nova York, escrivint articles que es van oposar el moviment de colonització.
A finals dels anys 1830, aproximadament uns 300 esclaus americans alliberats van ser reubicats a la costa africana. Havien estat alliberats el 1836 pel propietari Isaac Ross que va vendre la seva plantació per pagar el passatge dels ex esclaus a la colònia d'Àfrica de l'oest. El net i hereu de Ross, Isaac Ross Wade, va litigar durant anys per recuperar la plantació de Prospect Hill (que havia estat venuda i de la qual havien de sortir els esclaus) i durant aquest temps va ocupar la plantació. Però la voluntat del seu avi va prevaldre per decisió del Tribunal Suprem de Mississippi el 1845, però encara hi va haver més retards i Wade va ser obligat a pagar als ex-esclaus (homes lliures) pel seu treball. El 1847 el tribunal va dictaminar que els esclaus, llavors tècnicament lliures, podrien deixar els Estats Units. El 1848 el darrer grup d'ex esclaus de Ross va emigrar a la colònia a l'Àfrica de l'oest.
El passatge a Àfrica va ser arranjat per la Societat de Colonització del Mississipi, la qual Ross havia co-fundat anteriorment amb dos altres importants propietaris de plantació i un ministre presbiterià. Havia adquirit terra a la Costa del Pebre per una colònia per esclaus alliberats emigrants des de Mississipi. Ross era el primer entre els fundadors a haver arranjat la manumissió dels seus esclaus.
Els homes lliures va desenvolupar una societat a Àfrica de l'oest molt semblant a la que havien deixat. Van construir cases en l'estil de les mansions del sud i va establir una societat jeràrquica amb fota continuïtat amb la dels Estats Units. Van establir plantacions i van combatre a les tribus locals pel control del territori, creient que la seva cultura americana i el cristianisme els feien superiors. El poblament va existir com a colònia independent de 1835 fins a 1842, quan va ser incorporada a la Commonwealth de Libèria. El 1847 Libèria esdevenia independent de la Societat de Colonització Americana.
El periodista Alan Huffman va narrar la història del poblament explorant la seva influència en el ressentiment durant més d'un segle entre pobles tribals i els amèrico-liberians, descendents dels colonitzadors que van dominar la política i economia de Libèria al segle xx. Aquests grups han estat en costats oposats de la guerra civil dins Libèria dels anys 1980.